# Laroque-de-Fa
Laroque-de-Fa là một xã của Pháp, nằm ở tỉnh Aude trong vùng Occitanie. Người dân địa phương trong tiếng Pháp gọi là Laroquois.

## Hành chính
| Danh sách các xã trưởng                |                  |                 |      |         |
| Giai đoạn                              | Giai đoạn        | Tên             | Đảng | Tư cách |
| tháng 3 năm 2001                       | 2008             | Jacques Fabre   |      |         |
|                                        | tháng 3 năm 2001 | Etienne Andrieu |      |         |
| Tất cả các dữ liệu trước đây không rõ. |                  |                 |      |         |

## Thông tin nhân khẩu
| Năm | 1962 | 1968 | 1975 | 1982 | 1990 | 1999 |
| --- | ---- | ---- | ---- | ---- | ---- | ---- |
| Dân số | 58   | 99   | 83   | 152  | 154  | 144  |
| From the year 1968 on: No double counting—residents of multiple communes (e.g. students and military personnel) are counted only once. |      |      |      |      |      |      |